# Siim Kallas

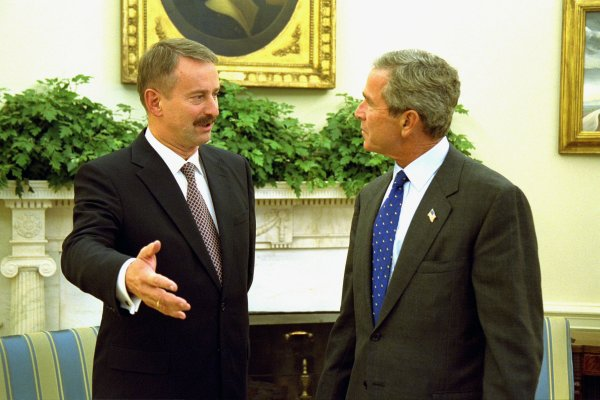
Siim Kallas tillsammans med USA:s tidigare president Bush.

Siim Kallas, född 2 oktober 1948 i Tallinn, Estniska SSR, Sovjetunionen, är en estnisk politiker. Kallas var chef för Estlands centralbank 1991-1995, utrikesminister 1995-1996, finansminister 1999-2002, premiärminister 2002-2003 och EU-kommissionär 2004-2014. Han har varit ledamot av Estlands parlament Riigikogu för det marknadsliberala partiet Estniska reformpartiet (Eesti Reformierakond), som han tidigare också har varit partiledare för. 
Han utnämndes 2004  till Estlands första EU-kommissionär och tjänstgjorde en kort period i Prodi-kommissionen med ansvar för ekonomiska och monetära frågor från landets EU-anslutning 1 maj 2004 och till kommissionens avgång 31 oktober samma år. I Kommissionen Barroso I 2004-2010 var han en av fem vice ordförande och ansvarade bland annat administrativa frågor och kampen mot bedrägeri. Kallas ansvarade för transportfrågor och var vice ordförande i Kommissionen Barroso II.
Dotter Kaja Kallas är också liberal politiker. Hon var Estlands premiärminister 2021-2024 och sedan 2024 vice ordförande för EU-kommision (precis som fadern var) och Europeiska unionens höga representant för utrikes frågor och säkerhetspolitik.